# Alejandra Estudillo
Alejandra Estudillo Torres (Ixtacomitán, 20 maggio 2005) è una tuffatrice messicana.

## Biografia
Ha vinto due argenti e un bronzo ai campionati mondiali tra il 2024 e il 2025.

## Palmarès
- Mondiali

Doha 2024: bronzo nel sincro misto 10m.
Singapore 2025: argento nel sincro 10m e nella squadra mista.